# Alicia Lloyd Still

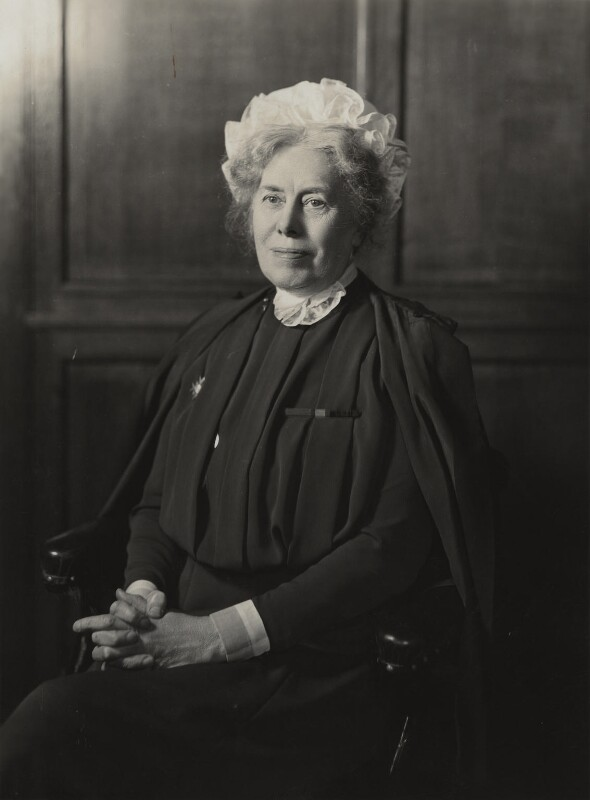
Dame-Alicia-Frances-Jane-Lloyd-Still

Alicia Francis Jane Lloyd Still (auch Lloyd-Still) (* 4. November 1869 in Colombo/Britisch-Ceylon; † 23. Juli 1944 in Buckfast/Devon/United Kingdom) war eine englische Krankenschwester und Präsidentin des International Council of Nurses (ICN) (= Weltbund der Pflegenden).

## Leben
Alicia Lloyd Still wurde als Tochter des Staatsbediensteten Henry Lloyd Still und dessen Ehefrau Isabel (geborene Clements) in Ceylon (damaliger Name Sri Lankas) geboren, sie wuchs aber später gemeinsam mit drei jüngeren Geschwistern in Walton in der Nähe von Clevedon (Somerset) in Südostengland auf. Nach Probearbeit in der Pflege, begann sie 1894 mit einer Krankenpflegeausbildung an der Florence Nightingale School am St. Thomas Hospital in London. Sie erlernte hier den Nightingale Style of Nursing. 1903 wurde sie Oberschwester (Matron) am St. Thomas Home, vom Krankenhaus eingerichtet für bezahlende Patienten. 1904 wurde sie Matron am Royal Brompton Hospital, einer Klinik für an Lungentuberkulose Erkrankte. Fünf Jahre später folgte ein Ruf als Matron an das Middlesex Hospital. Hier engagierte sie sich vor allem für eine Verbesserung der theoretischen Krankenpflegeausbildung und baute mit Marion Gullan eine spätere Lehrschwester auf. Von 1913 bis 1937 wurde sie schließlich Matron am St. Thomas Hospital und berief Marion Gullan als Lehrschwester. 
Während des Ersten Weltkriegs wurde das St. Thomas Hospital zum Kriegslazarett. Aufgrund ihrer Verdienste um die Verwundetenpflege wurde Lloyd Still 1917 zum einen mit dem Ehrenzeichen des Königlichen Roten Kreuzes ausgezeichnet, zum anderen als Commander of the Order of the British Empire geehrt. 
1925 nahm Lloyd Still am ICN Kongress in den USA teil. 1933 wurde sie zur Präsidentin des ICN gewählt und folgte in dieser Position der Französin Léonie Chaptal. Lloyd Still blieb bis 1937 in diesem Amt.
Lloyd Still wurde auf dem Brookwood Cemetery, Woken, Surrey, beerdigt. Es gab zu ihren Ehren einen Trauergottesdienst am St. Thomas Hospital.
Die schriftlichen Unterlagen von Alicia Lloyd Still bildeten einen wesentlichen Grundstock für das heutige Florence-Nightingale-Museum in London. Pläne für dieses Museum hatte Lloyd Still bereits in den 1930er Jahren. Allerdings konnten diese aufgrund des Kriegsgeschehens im Zweiten Weltkrieg nicht mehr weiter verfolgt werden. 